# Larcum Kendall
Larcum Kendall (21. září 1719 Charlbury, Oxfordshire – 22. listopadu 1790 Londýn) byl britský hodinář.

## Zakázka Výboru pro zeměpisnou délku
Výbor pro zeměpisnou délku požádal Kendalla, aby zhotovil přesnou kopii důmyslného čtvrtého modelu chronometru Johna Harrisona, označovaného H4, pro navigační námořní účely. Harrisonův originál byl první úspěšný chronometr a měl astronomickou cenu - přibližně 30 % ceny námořní lodi.
Kendal zhotovil tři modely, označované K1, K2 a K3.

## Chronometr K1
První model dokončil Kendall roku 1769 a byl přesnou kopií Harrisonova chronometru H4. Stál tehdy £500 a dnes je znám pod označením K1. James Cook testoval tento chronometr během druhé plavby do jižních moří a po ukončení plavby roku 1775 Cook referoval u britské Admirality, že „Kendallův chronometr předčil všechna očekávání“. Během výpravy Cook používal ještě další tři chronometry, zkonstruované Johnem Arnoldem, které však nesplnily účel stejně dobře jako chronometr Kendallův. Kendallův chronometr měl konstrukci obdobnou kapesním hodinkám. Měl však průměr třináct centimetrů a vážil 1,45 kg. Na lodi HMS Resolution sloužil více než tři roky.
Chronometry K1, K2 a K3 jsou v současné době umístěny v The old Royal Observatory, v National Maritime Museum v Greenwichi v Anglii.